# Lainie Kazan
Lainie Kazan, nascida Lainie Levine (Brooklyn, 15 de Março de 1940), é uma atriz e cantora  estadunidense. Kazan interpretou Maria Portokalos em My Big Fat Greek Wedding e na continuação My Big Fat Greek Wedding 2.
Kazan teve indicações ao Emmy do Primetime por sua participacão na série St. Elsewhere; ao Globo de Ouro por sua atuação no filme My Favorite Year e ao Tony Award por seu papel na peça homônima inspirada no filme. 